# Тинеманн, Людвиг
Фридрих Август Людвиг Тинеманн (нем. Friedrich August Ludwig Thienemann, 22 декабря 1793, Глайна — 24 июня 1858, Трахенберге около Дрездена) — германский медик и орнитолог, брат Георга Тинеманна, исследователь птичьих яиц, крупный научный писатель.

## Биография
Фридрих Август Людвиг Тинеманн родился 22 декабря 1793 года в Глайне. Изучал медицину и естественные науки в Лейпциге.
В 1819 году получил степень доктора медицины, после чего стал практиковать как врач общего профиля в Лейпциге. Заинтересовавшись в 1820 году зоологией, путешествовал в течение двух лет по северу Европы и пробыл 13 месяцев в Исландии, о чём впоследствии в 1824—1827 годах опубликовал подробный отчёт. После возвращения габилитировался по медицине в Лейпциге, но уже с 1822 года начал читать лекции по зоологии при Лейпцигском университете, специализируясь в основном на орнитологии и в особенности на оологии. В 1824 году был назначен вице-инспектором дрезденской естественноисторической коллекции. С 1839 года был библиотекарем в библиотеке кабинета министров. В 1842 году оставил эту должность и остаток жизни посвятил орнитологии. Собрал большую по тем временам орнитологическую коллекцию, в которой были представлены 2000 гнёзд и 5000 птичьих яиц в общей сложности 1200 видов.
Главные работы: «Reise im Norden Europa’s, vorzüglich in Island, in den Jahren 1820—21» (вместе с Г. Б. Гюнстером, Лейпциг, 1824, 11 отделов); «Lehrbuch der Zoologie» (Берлин, 1828); «Systematische Darstellung der Fortpflanzung der Vögel Europa’s mit Abbild. der Eier» (вместе с Л. Брэмом и Г. А. В. Тинеманном, Лейпциг, 1825—1838, 5 отделов с 28 таблицами на разворот); «Fortpflanzungsgeschichte der gesammten Vögel nach dem gegenwärtigen Standpunkt der Wissenschaft» (Лейпциг, 1845—1856); «Verzeichnis der europäischen Vögel» («Rhea», 1846); «Geschichtlicher Abriss der Ornithologie» (там же, 1849); «Kritische Revision der europäischen Jagdfalken» (там же, 1846); с 1846 года Тинеманн издавал появляющийся в Лейпциге журнал «Rhea, Zeitschrift für die gesammte Ornithologie».